# Comté d'Angleterre

Comtés cérémoniels.

Comtés métropolitains et non métropolitains.

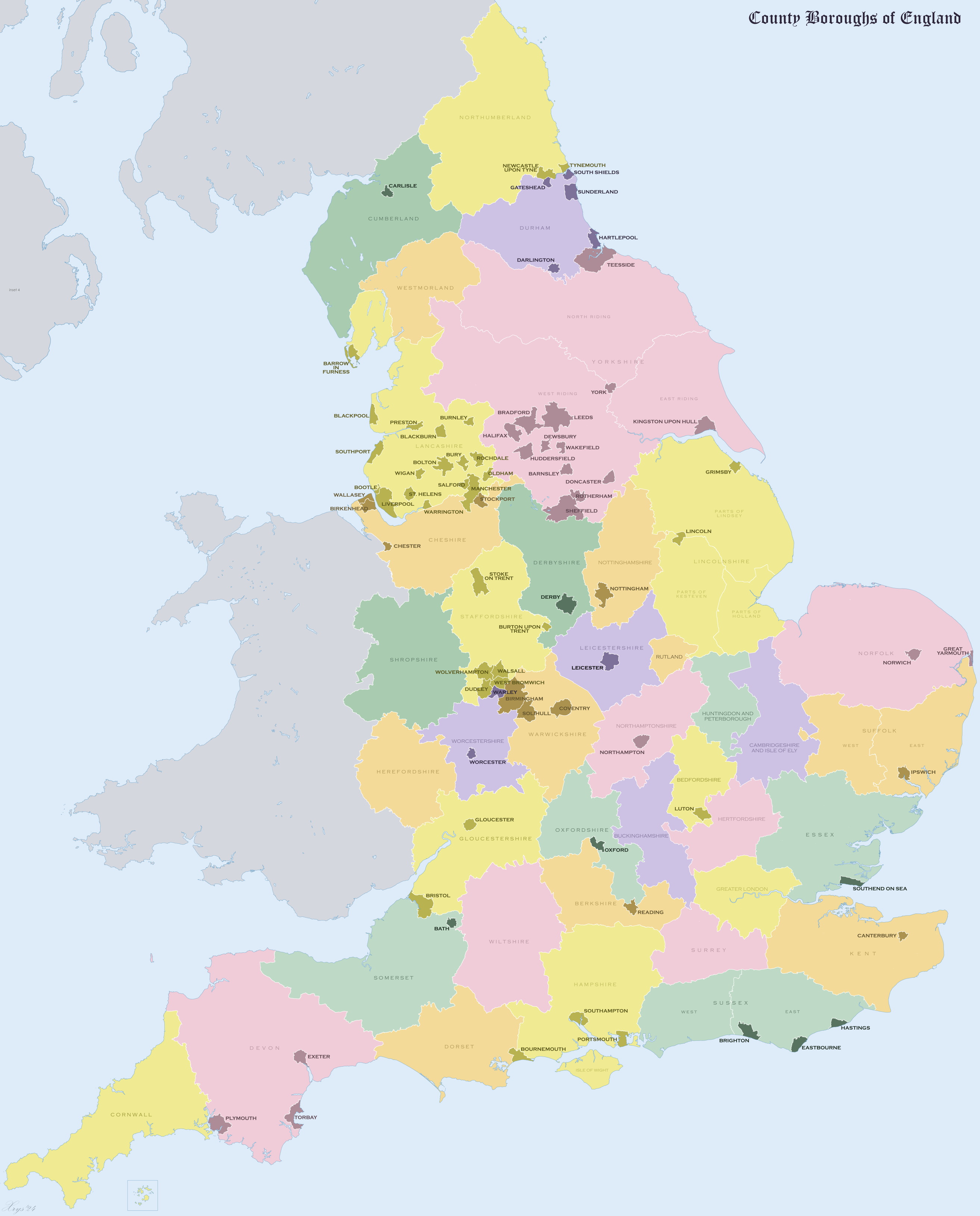
Carte des comtés d'Angleterre

Les comtés d'Angleterre (en anglais : Counties of England) sont des zones administratives, géographiques et politiques d'Angleterre. Administrativement, l'Angleterre, en dehors du Grand Londres et les îles Scilly, est divisée en 83 comtés. Les comtés peuvent consister en un unique district ou être divisés en plusieurs districts. 27 de ces comtés sont divisés en districts et ont un conseil de comté. Six comtés, couvrant les grandes agglomérations, sont appelés comtés métropolitains. Ils n'ont pas les conseils de comté, bien que certaines fonctions soient organisées à l'échelle du comté par les districts agissant conjointement.
Toute l'Angleterre (y compris le Grand Londres et les îles Scilly) est également divisée en 48 comtés cérémoniaux, qui sont également connus sous le nom comtés géographiques. La plupart des comtés cérémoniaux correspondent à un comté métropolitain ou non métropolitain du même nom, mais souvent avec des frontières réduites.
L'organisation actuelle est le résultat de réformes progressives. La plupart des comtés trouvent leur origine au Moyen Âge, bien que les grands comtés du Yorkshire, Lincolnshire et du Sussex ont perdu plusieurs ou l'ensemble de leurs fonctions administratives au fil des siècles. Les comtés géographiques qui existaient avant les réformes des collectivités locales de 1965 et 1974 sont appelés anciens comtés, comtés historiques ou comtés traditionnels. De 1889 à 1974, les territoires dotés de conseils de comté sont appelés comtés administratifs, ce qui excluait les villes et cités nommées County borough et incluait les subdivisions de certains comtés géographiques. De 1974 à 1996, les comtés métropolitains et non métropolitains, dont certains n'ont été créés qu'en 1974, correspondent aux comtés cérémoniaux.
Les comtés, généralement soit historiques ou cérémoniaux actuels, sont utilisés comme base géographique pour un certain nombre d'institutions telles que les services de police et d'incendie, les clubs sportifs et d'autres organisations non gouvernementales. Aux fins de tri et de distribution du courrier, l'Angleterre est divisée en 48 comtés postaux (en) jusqu'en 1996. Ceux-ci sont abandonnés par la Royal Mail en faveur des codes postaux.

## Structure

### Administration locale
Les comtés de Hertfordshire, Norfolk, Oxfordshire, Suffolk, Surrey, Warwickshire, Sussex de l'Ouest et Worcestershire sont des comtés non-métropolitains composés de plusieurs districts et dotés d'un conseil de comté. Dans ces comtés, la plupart des services sont fournis par le conseil de comté et les conseils de district ont un rôle limité. Leur territoire correspond exactement aux comtés cérémoniaux.
Six comtés métropolitains sont basés sur les grandes agglomérations anglaises : le Grand Manchester, le Merseyside, le Yorkshire du Sud, Tyne and Wear, les Midlands de l'Ouest et le Yorkshire de l'Ouest. Ils correspondent aussi exactement à un comté cérémonial et comprennent plusieurs districts. Ils n'ont en revanche pas de conseil de comté. Dans ces comtés, les conseils de districts fournissent la majorité des services. De même, le Berkshire est un comté non-métropolitain sans conseil de comté, comprenant plusieurs districts et dont le territoire correspond à celui du comté cérémonial. Bristol, dans le Herefordshire, l'île de Wight, le Northumberland et le Rutland sont des comtés cérémoniaux composés d'un comté non-métropolitain formant un unique district, et sont appelés autorités unitaires.
Le Cambridgeshire, le Derbyshire, le Devon, le Sussex de l'Est, l'Essex, le Gloucestershire, le Hampshire, le Kent, le Lancashire, Leicestershire, le Lincolnshire, le Yorkshire du Nord, le Nottinghamshire, le Somerset et le Staffordshire sont des comtés non-métropolitains composés de plusieurs districts et dotés d'un conseil de comté, et dont un ou plusieurs districts ont été détachés pour former des autorités unitaires. Par conséquent le comté cérémonial correspondant est plus grand que le comté non-métropolitain du même nom et le conseil de comté est compétent pour la fourniture de services dans une partie du comté seulement. Dans le Buckinghamshire, les Cornouailles, le Dorset, Durham, le Yorkshire de l'Est, le Shropshire, le Somerset et le Wiltshire, la majeure partie du territoire est une autorité unitaire qui porte le nom du comté cérémonial et le reste du comté fait partie d'une ou plusieurs autres autorités unitaires.
Au total, 39 autorités unitaires ne partagent pas leur nom avec un comté cérémonial. Le Bedfordshire, le Berkshire, le Cheshire, le Cumbria et le Northamptonshire sont des comtés comprenant plusieurs autorités unitaires, aucune d'entre elles ne portant le nom du comté cérémonial. La Cité de Londres et le Grand Londres sont des exceptions, étant de comtés cérémoniaux qui ne correspondent à aucun comté métropolitain ou non métropolitain.

### Institutions
Un édifice qui héberge les services d'un comté, et où son conseil se rencontre, est nommé county hall ou shire hall, l'équivalent d'un hôtel de préfecture en France.
Les comtés métropolitains ont des passenger transport executives pour gérer les transports publics, un rôle assumé par les autorités locales dans les comtés non métropolitains et par Transport for London dans le Grand Londres. Les grands comtés cérémoniaux correspondent souvent à un seul corps de police. Par exemple, les quatre autorités unitaires qui composent Cheshire correspondent à la même zone que la police de Cheshire.
Certains comtés sont regroupés à cet effet, tels que le Northumberland et le Tyne and Wear qui forment la zone de police de Northumbria. Dans d'autres domaines un groupe d'autorités unitaires de plusieurs comtés se regroupent pour former des zones de police, tels que la police de Cleveland et de la police de Humberside.
Le Grand Londres et la Cité de Londres ont chacune leurs propres forces de police, le Metropolitan Police Service et la Police de la Cité de Londres. Le service d'incendie est exploité sur une base similaire, et le service d'ambulance est organisé par les régions d'Angleterre. Les comtés cérémoniaux font partie d'une seule région, à l'exception du Lincolnshire et du North Yorkshire qui chevauchent deux régions. Le développement économique et la planification stratégique relèvent de la compétence des régions.

### Réformes
En 2024, le gouvernement britannique, chargé de déterminer la géographie administrative de l'Angleterre, a annoncé l'abolition des derniers conseils de comtés en vue de réduire les coûts des administrations locales, dont certaines étaient menacées de faillite. Chaque district, comté ou borough devra fusionner pour former une autorité unitaire d'au moins 500 000 habitants. Il reste toutefois à savoir si les autorités unitaires existantes, ayant moins de 500 000 habitants, devront également se conformer à ces réformes ; cela pourrait signifier que certains petits comtés, comme le Rutland ou le Herefordshire, ne pourraient plus s'administrer indépendamment de leurs voisins plus grands. 
À l’instar des structures déjà en place dans les principales agglomérations du pays, chaque autorité se verrait dotée, en collaboration avec ses voisines, d’une « autorité stratégique » accompagnée d’un maire élu au suffrage direct. Cela s’accompagnerait de certains pouvoirs transférés du gouvernement national, tels que la planification économique, l’aménagement du territoire régional, les transports en commun locaux et les investissements publics à l’échelle locale. 
Cette réforme entraînerait la disparation des comtés en tant qu'éntites administratives sauf dans les cas où leur taille est suffisamment réduite pour éviter une division en plusieurs autorités unitaires, ou, à l’inverse, lorsqu’ils disposent d’une ampleur suffisante pour justifier l’élection d’un maire propre. Néanmoins, les comtés continueraient d’exister sous leur forme historique et cérémoniale, ainsi que dans la dénomination des autorités et des équipes sportives.

## Source
- (en) Cet article est partiellement ou en totalité issu de l’article de Wikipédia en anglais intitulé « Counties of England » (voir la liste des auteurs).